# 类说
《類說》，宋代筆記小說總集，共六十卷。南宋曾慥編撰。
曾慥為南宋晋江人，官至尚书郎，撰述甚富，精於裁鑑。绍兴六年（1136年）編成此書。取自汉代以来兩百餘家小说，其体例略仿马总《意林》，每书摘抄数条至数十条不等，采掇事实，编纂成书。《类说》引书虽然系节录，但对原文不予改动，因此具有很高的辑佚校勘价值。例如晚唐人陳翰撰《異聞集》一书，久已失传，在《类说》第二十八卷中節錄其中二十五篇佚文。《四库全书总目》把《类说》归入“杂家类”。今日流行本子為天启六年（1626年）岳鍾秀刊六十卷本。